# 神着村
神着村（かみつきむら）とは、東京都三宅支庁管内にかつて存在した村である。現在の三宅村神着。

## 地理
- 現在の三宅村の北部に位置する。
- 村は太平洋に面している。

## 歴史

### 沿革
- 1923年（大正12年）10月1日 - 伊豆諸島への島嶼町村制の施行に伴い、神着村が単独で村制施行し神着村が発足。大島島庁管轄。
- 1926年（大正15年） - 大島島庁が島庁廃止に伴い大島支庁に改組。
- 1940年（昭和15年）4月1日 - 伊豆諸島の島嶼町村制が普通町村制に移行。
- 1943年（昭和18年） - 三宅支庁管轄に変更。
- 1946年（昭和21年）10月1日 - 神着村は伊豆村、伊ヶ谷村とともに合併し、三宅村が発足。同日神着村廃止。

変遷表
| 1868年 以前 | 1868年 以前 | 大正12年 10月1日 | 昭和21年 10月1日 | 現在   |
| ----------- | ----------- | ---------------- | ---------------- | ------ |
|             | 神着村      | 神着村           | 三宅村           | 三宅村 |

## 伝統行事
- 牛頭天王祭 - 疫病退散を目的として京都から勘請したもの。通称テンノウサマ。祭りでは神着木遣り太鼓が演奏され、昭和45年には保存会が結成された[1]。鼓童の太鼓曲として知られる「三宅」は神着木遣り太鼓から着想を得たもので世界各地の太鼓グループによって演奏されている。

## 出身・ゆかりのある人物
- 浅沼稲次郎 - 日本社会党委員長